# Nicolas Portal
Nicolas Portal, född 23 april 1979 i Auch i Gers, död 3 mars 2020 i Andorra
, var en fransk professionell tävlingscyklist. Han blev professionell 2002 i klubben Ag2r Prévoyance. Mellan säsongerna 2006 och 2009 tävlande Portal för Caisse d'Epargne-Illes Balears, som tillhör UCI ProTour. Inför säsongen 2010 blev fransmannen kontrakterad av Team Sky.
Portals lillebror, Sébastien Portal, tävlar för Cofidis, le Crédit Par Téléphone sedan 2008. Under säsongen 2008 var bröderna stallkamrater i Caisse d'Epargne. 
Under säsongen 2004 vann Nicolas Portal den tredje etappen på Critérium du Dauphiné Libéré framför estländaren Janek Tombak och spanjoren Iker Flores.
Under Tour de France 2008 slutade Portal på sjätte plats på etapp 16 bakom Cyril Dessel, Sandy Casar, David Arroyo, Jaroslav Popovytj och George Hincapie.

## Meriter
2004
3:a, Franska nationsmästerskapen - linjelopp
7:a, etapp 11, Tour de France 2003
2004
Etapp 3, Critérium du Dauphiné Libéré
2005
Etapp 3, Vuelta a Castilla y León (lagtempolopp)
2:a, etapp 3, Paris-Corrèze
2:a, etapp, 5 Bayern Rundfahrt
7:a, etapp 19, Tour de France 2005
2006
3:a, Quilan
2007
Etapp 1, Katalonien runt (lagtempolopp)

## Stall
- 2002-2005 Ag2r Prévoyance
- 2006-2009 Caisse d'Epargne-Illes Balears
- 2010 Team Sky